# Урюпино (Вачский район)
Урю́пино — деревня в Вачском районе Нижегородской области. Входит в состав Казаковского сельсовета.

## История
В прошлом — деревня Казаковского прихода Муромского уезда Владимирской губернии. В окладных книгах за 1676 год в сведениях о составе Казаковского прихода сказано, что в деревне Урюпино 12 дворов крестьянских и 2 бобыльских. В 1897 году в деревне насчитывалось 56 дворов. В 1840-х годах входила в состав владений князя Сергея Григорьевича Голицына.

## Население
| 1859 | 1905 | 1926 | 1999 | 2002 | 2010 |
| ---- | ---- | ---- | ---- | ---- | ---- |
| 301  | ↗421 | ↘411 | ↘84  | ↘67  | ↘64  |

## Улицы
В деревне имеются две улицы: Полевая и Центральная.

## Известные уроженцы
- Шалыгин, Сергей Андреевич (1925—1945) — советский военнослужащий, старший сержант, Герой Советского Союза[8][9].